# Stefan Kulovits
Stefan Kulovits est un footballeur autrichien né le 19 avril 1983 à Vienne, qui évolue au poste de milieu de terrain.
Kulovits n'a marqué aucun but lors de ses 5 sélections avec l'équipe d'Autriche depuis 2005.

## Palmarès

### En équipe nationale
- 5 sélections et 0 but avec l'équipe d'Autriche en 2005.

### Avec le Rapid Vienne
- Vainqueur du Championnat d'Autriche de football en 2005 et 2008.